# Lupinus
Lupinus（ルピナス）は、日本の女性アイドルグループ。ドリームキッズ所属。2022年に解散した。

## 概要
グループ名の「Lupinus」はマメ科の植物ルピナスを意味し、その花言葉である「いつも幸せ」「あなたは私の安らぎ」がグループのコンセプト。

## 略歴
2021年4月1日にグループの結成が発表され、翌4月2日から公式Twitterで一日に一人ずつメンバーが発表された（今泉、三浦、星乃、白星、樫本の順）。
5月9日に渋谷・TSUTAYA O-WESTで行われる『サコフェスVol.3.5』がデビューライブとなるはずだったが、東京都の緊急事態宣言により中止になった。その後、5月9日に配信ライブ『「LeirA」×「Lupinus」合同デビューライブ supported by @JAM』が企画され予定通りデビューした。
5月26日に三浦あいると白星もえのバンビーナへの加入が発表された。よって正式にメンバー全員がバンビーナ所属になった。
8月7日にメンバー及びスタッフに新型コロナウィルスの陽性者が出たため、8月中のイベント出演自粛が発表された。また、同月27日には9月末までの活動休止延長が発表された。
10月14日、星乃みれいが同月17日に開催される『Fresh IDOL New Generation Vol.1』を以て卒業することが発表され、予定通り卒業した。
2022年2月3日、Twitter上でLupinus運営チームより3月19日をもってグループを解散することが発表された。同時に各メンバーからのメッセージも掲載された。

## メンバー
| 名前                     | 生年月日（年齢）      | 出身地 | カラー | 備考                                           |
| ------------------------ | --------------------- | ------ | ------ | ---------------------------------------------- |
| 今泉まお いまいずみ まお | 2006年3月1日（19歳）  | 愛知県 | 青     |                                                |
| 三浦あいる みうら あいる | 2004年9月30日（20歳） | 愛知県 | 紫     | 元プレイボールズ2ndプロジェクト                |
| 白星もえ しらほし もえ   | 2002年9月4日（22歳）  | 東京都 | 白     | 元プレイボールズ2ndプロジェクト 元チャーム所属 |
| 樫本ここ かしもと ここ   | 2004年8月18日（20歳） | 愛知県 | 赤     |                                                |

### 旧メンバー
| 名前                     | 生年月日（年齢）     | 出身   | カラー | 備考                       |
| ------------------------ | -------------------- | ------ | ------ | -------------------------- |
| 星乃みれい ほしの みれい | 2007年5月8日（17歳） | 東京都 | 黄緑   | ソロアイドル活動の経験あり |

## 作品

### オリジナル曲
1. ラタタハレルヤ
作詞・作曲：渡邉俊彦、振付：槙田紗子
2. ハレコイ
作詞：齋藤太賀、作曲：早川博隆、振付：槙田紗子
3. MAKEUP〜オトメのリテラシー〜
作詞・作曲：渡邉俊彦、振付：槙田紗子
4. ココから
5. サマーホワイト
6. タイムトラベル
作詞：Shogo、作曲：Shogo、早川博隆、編曲：Re:nG、振付：槙田紗子

## ライブ・イベント
2021年
- 配信ライブ『「LeirA」×「Lupinus」合同デビューライブ supported by @ JAM』（5月9日、新宿御苑・BLACKBOX³）[18][8][19] - 初のライブ。
- クロフェス2021（5月15日、新木場・STUDIO COAST） - 初の有観客ライブ。
- レゾンデートル-un-（5月16日、恵比寿CreAto）
- TOKYO GIRLS GIRLS mini!!（5月23日、室町三井ホール）
- オンライントーク＆チェキ会（5月29日）[20]
- ッスッゴイ君に会いにいく〜お昼の部〜（5月30日、神田明神ホール）
- SEKIGAHARA IDOL WARS 〜関ケ原唄姫合戦〜（7月25日、愛知県国際展示場<Aichi Sky Expo>）